# Osiedle Grunwaldzkie (Olsztyn)
Osiedle Grunwaldzkie – położone w centralnej części Olsztyna. Główną ulicą osiedla jest ul. Grunwaldzka. 
Nazwa osiedla upamiętnia bitwę pod Grunwaldem z 1410 roku. Do okresu wojen polsko-krzyżackich nawiązuje też nazwa głównej ulicy (ul. Grunwaldzka) oraz nazwy szeregu mniejszych (ulice Władysława Jagiełły, Królowej Jadwigi, Kazimierza IV Jagiellończyka, Mikołaja Trąby, Zyndrama z Maszkowic, Księcia Witolda, Zawiszy Czarnego, Jana Żiżki, Juranda ze Spychowa, Jana Bażyńskiego).

## Granice osiedla
- od północnego zachodu: granica przebiega w kierunku północno-wschodnim wzdłuż linii kolejowej oraz ul. Natalii Żarskiej do rzeki Łyny i graniczy ze wschodnią stroną osiedla Dajtki oraz południową stroną osiedla Nad Jeziorem Długim.
- od wschodu: granica przebiega w kierunku południowym od linii kolejowej wzdłuż rzeki Łyny do mostu św. Jana a następnie ul. Śliwy i al. Warszawską do ul. Armii Krajowej i graniczy z zachodnią stroną osiedli Śródmieście i Podgrodzie.
- od południa: granica przebiega w kierunku zachodnim od al. Warszawskiej wzdłuż ul. Armii Krajowej do skrzyżowania z ul. Saperską, następnie biegnie do brzegu jeziora Kortowskiego, dalej brzegiem jeziora Kortowskiego docierając do linii kolejowej i graniczy z północną stroną osiedla Kortowo.

## Zabytki
- Kościół garnizonowy pow. Najświętszej Marii Panny Królowej Polski (pocz. XX w.)
- Kaplica Jerozolimska z 1565,
- Dom przedpogrzebowy zaprojektowany przez Ericha Mendelsohna (1913) wraz z byłym cmentarzem żydowskim,
- Cmentarz wojskowy,
- Zabytkowe wiadukty i mosty kolejowe (XIX w.)

## Ważniejsze obiekty osiedla
- Gimnazjum nr 6,
- Szpital Uniwersytecki Uniwersytetu Warmińsko-Mazurskiego (przed 2009 jako 103. Szpital Wojskowy),
- Dworzec kolejowy Olsztyn Zachodni,
- Rodzinny Ogród Działkowy im. Adama Mickiewicza.
- X Liceum Ogólnokształcące
- Pumptrack Grunwaldzkie
- Targowisko Miejskie

## Komunikacja
- Ulice

Główną ulicą osiedla jest ul. Grunwaldzka. Jej trasa w całości biegnie przez teren osiedla. Rozpoczyna się przy placu Roosevelta, a kończy przy starym wiadukcie nieopodal Dworca Zachodniego, przy skrzyżowaniu z ulicami Konopnickiej i Szarych Szeregów. Z ulicy Szarych Szeregów można bezpośrednio trafić na ul. Bałtycką, przemierzając nowy wiadukt i rondo. Nieopodal osiedla przebiegają również ulice Armii Krajowej, Warszawska i Śliwy, będące ważnymi arteriami komunikacyjnymi miasta.
- Komunikacja miejska

Przez teren osiedla przebiegają trasy 7 linii dziennych oraz jednej nocnej: 101, 107, 111, 113, 127, 302, 307 oraz N02, a nieopodal również trasy linii 103, 109, 128, 309 oraz N01. Pierwszy autobus MPK pojawił się na Osiedlu Grunwaldzkim w latach 50. Był to pojazd linii numer 6, jeżdżący wówczas z Likus na Zieloną Górkę. Jeszcze przed I wojną światową ulicą Grunwaldzką kursował tramwaj, którego trasa biegła od Dworca Zachodniego do Dworca Głównego PKP.
- Dworce PKP

Na terenie Osiedla Grunwaldzkiego znajduje się Dworzec Zachodni PKP. Jest on usytuowany tuż przed rozwidleniem torów, z których jeden biegnie w kierunku południa Polski, a drugi w kierunku zachodnim oraz północnym.